# سارة زلينكا
سارة زلينكا (بالإنجليزية: Sarah Zelenka)‏ هي مجدفة أمريكية، ولدت في 8 يونيو 1987 في بارك ريدج في الولايات المتحدة.

## وصلات خارجية
- سارة زلينكا على موقع الاتحاد الدولي للتجديف (الإنجليزية)
- سارة زلينكا على موقع اللجنة الأولمبية الدولية (الإنجليزية)
- سارة زلينكا على موقع أوليمبيديا (الإنجليزية)